# Тако чине све
Тако чине све (у оригиналу итал. Così fan tutte o sia La scuola degli amanti, „Тако чине све или Школа за заљубљене“) је опера буфа у два чина Волфганга Амадеуса Моцарта. Каталошка ознака је KV 588. Моцарт је почео да компонује „Тако чине све“ у јесен 1789. Прво извођење ове опере је било 26. јануара 1790. у Бечком градском театру. 
Аутор либрета је Лоренцо да Понте, који је за Моцарта израдио и либрета за опере Фигарова женидба и Дон Ђовани. 
Иако се уобичајено сматра да је Тако чине све написана и компонована на предлог цара Јозефа II, недавна истраживања не подржавају ову идеју. Постоје докази да је Моцартов савременик Антонио Салијери покушао да постави либрето, али га је оставио недовршеног. Године 1994. Џон Рајс је у Аустријској националној библиотеци открио два Салијеријева терцета.
Кратак наслов, Cosi fan tutte, буквално значи "Тако чине све", користећи женски род (tutte) за означавање жена. Обично се на енглески језик преводи као "Жене су такве". Речи певају тројица мушкараца у чину 2, сцена 3, непосредно пре финала; ова мелодична фраза цитира се и у увертири опере. 

## Историја извођења
Прво извођење Моцартове поставке одиграно је у Бургтеатру у Бечу 26. јануара 1790. Изведено је само пет пута пре него што је извођење прекинуто смрћу цара Јозефа II и последичним периодом жалости на двору. Изведена је два пута у јуну 1790. са композитором који је дириговао другом представом, и поново у јулу (два пута) и августу (једном). После тога није извођена у Бечу за време Моцартовог живота. Прво британско извођење било је маја 1811. у Краљевском позоришту у Лондону. Ова опера није извођена у Сједињеним Државама све до 1922. године, када је одржана у Метрополитен опери.
Према Вилијаму Ману, Моцарт није волео примадону Адријану Ферарезе дел Бене, да Понтеову арогантну љубавницу за коју је створена улога Фјордилиђи. Знајући за њену склоност да спусти браду на ниске тонове и забаци главу на високе, Моцарт је њену арију „Come scoglio“ напунио сталним скоковима од ниског ка високом и високом ка ниском како би њена глава „климала као код пилета“ на сцени.
Тематика није вређала бечки сензибилитет тог времена, али је у 19. и раном 20. веку сматрана ризичном, вулгарном, па чак и неморалном. Опера је ретко извођена. После Другог светског рата поново је заузела место у стандардном оперативном репертоару и сада се често изводи.

## Улоге
| Role                                           | Певачки глас | Премијера, 26. јануар 1790 Диригент: В. А. Моцарт |
| ---------------------------------------------- | ------------ | ------------------------------------------------- |
| Фјордилиђи, дама из Фераре, Дорабелина састра, | сопран       | Адријана Ферарезе                                 |
| Дорабела, дама из Фераре                       | сопран       | Луиз Виленев                                      |
| Гуљелмо, Фјордилиђин момак, војник             | баритон      | Франческо Бенучи                                  |
| Ферандо, Дорабелин момак, војник               | тенор        | Винћенцо Калвези                                  |
| Деспина, собарица                              | сопран       | Доротеа Бусани                                    |
| Дон Алфонсо, стари филозоф                     | бас          | Франческо Бусани                                  |
| Хор: војници, слуге, морнари                   |              |                                                   |

## Радња
Моцарт и Да Понте користе тему „замене вереница“, која датира из 13. века; значајне раније верзије налазе се у Бокачовом Декамерону и Шекспировој драми Цимбелин. Присутни су и елементи из Шекспировог Млетачког трговца и Укроћене горопади. Штавише, он укључује елементе мита о Прокрису који се налази у Овидијевим Метаморфозама, vii.
Место: Напуљ
Време: 18. век

### Први чин

#### Сцена 1: Кафана
У кафићу, Ферандо и Гуљелмо изражавају уверење да ће њихове веренице (Дорабела и Фјордилиђи) бити вечно верне. Дон Алфонсо изражава скептицизам и тврди да верна жена не постоји. Он се клади са двојицом војника, тврдећи да за један дан може доказати да су њих двојица, као и све жене, несталне. Опклада је прихваћена: два официра ће се претварати да су позвани у рат; убрзо након тога вратиће се прерушени и сваки покушати да заведе девојку оног другог. Сцена се помера на две жене, које хвале своје мушкарце. Алфонсо стиже да саопшти лоше вести: официри су позвани у рат. Ферандо и Гуљелмо стижу, сломљеног срца, и опраштају се. Док чамац са мушкарцима испловљава на море, Алфонсо и сестре им желе безбедно путовање. Алфонсо, остављен сам, усхићено предвиђа да ће се жене (као и све жене) показати неверним.

#### Сцена 2: Соба у дому сестара
Долази служавка Деспина и пита шта није у реду. Дорабела жали због муке што је остала сама. Деспина се руга сестрама, саветујући им да узму нове љубавнике док су вереници одсутни. Долази Алфонсо. Он се плаши да ће Деспина препознати мушкарце кроз њихове маске, па је подмићује да му помогне да добије опкладу. Двојица мушкараца тада долазе, обучени као бркати Албанци. Сестре улазе и уплашене су присуством чудних мушкараца у њиховој кући. „Албанци“ кажу сестрама да их је љубав према њима (сестрама) водила. Међутим, сестре одбијају да попусте. Фјордилиђи тражи од „Албанаца“ да оду. „Албанци“ настављају са покушајем да освоје срца сестара, Гуљелмо иде толико далеко да истиче све његове мушке атрибуте, али безуспешно. Ферандо, остављен сам и осећајући победу, хвали своју љубав.

#### Сцена 3: Башта
Деспина је замолила Дон Алфонса да јој дозволи да преузме план завођења. Изненада су на сцену улетели „Албанци“ који прете да ће се отровати ако им се не дозволи прилика да се удварају сестрама. Док Алфонсо покушава да их смири, они пију "отров" и претварају се да су се онесвестили. Убрзо након тога на лице места стиже „доктор“ (прерушена Деспина) који магнетотерапијом успева да оживи „Албанце“. Мушкарци, претварајући се да халуцинирају, захтевају пољубац од Дорабеле и Фјордилиђи (коју "Албанци" називају богињама) који стоје пред њима. Сестре одбијају, иако их Алфонсо и докторка (Деспина) позивају да пристану.

### Други чин

#### Сцена 1: Спаваћа соба сестара
Деспина их позива да подлегну удварању „Албанаца“. Након што она оде, Дорабела признаје Фјордилиђи да је у искушењу, и њих две се слажу да пуки флерт неће нашкодити и да ће им помоћи да прођу време док чекају да се њихови љубавници врате.

#### Сцена 2: Врт
Дорабела и прерушени Гуљелмо се спарују, као и Ферандо и Фјордилиђи. Разговор је укочен и неудобан, и Ферандо одлази са Фјордилиђи. Сада сам са Дорабелом, Гуљелмо покушава да јој се удвара. Она пружа симболичан отпор и убрзо му је дала медаљон (са Ферандовим портретом унутра) у замену за медаљон у облику срца. Ферандо је мање успешан са Фјордилиђи, и разбесни се када касније од Гуљелма сазнаје да је медаљон са његовим портретом тако брзо дат новом љубавнику. Гуљелмо испрва саосећа са Ферандом, али се онда ликује, јер му је вереница верна.

#### Сцена 3: Соба сестара
Дорабела признаје своју индискрецију Фјордилиђи. Фјордилиђи, узнемирена овим развојем догађаја, одлучује да оде у војску и пронађе јој вереника. Међутим, пре него што она успе да оде, стиже Ферандо и наставља свој покушај завођења. Фјордилиђи коначно поклекне и падне му у загрљај. Гуљелмо је избезумљен док му Ферандо узвраћа раније ликовање. Алфонсо, добитник опкладе, каже мушкарцима да опросте својим вереницама. Уосталом: „Così fan tutte“—„Све су жене такве“.

#### Сцена 4
Сцена почиње као двоструко венчање сестара и њихових „албанских” младожења. Деспина, прерушена у нотара, представља брачни уговор који потписују само даме. (Мушкарци, наравно, схватају да је ово венчање лаж, и само се поигравају да би својим неверним девпјкама очитали лекцију.) Непосредно након тога, у даљини се чује војна музика која указује на повратак официра. Алфонсо потврђује страхове сестара: Ферандо и Гуљелмо су на путу ка кући. "Албанци" журе да се сакрију (у ствари, да се пресвуку). Враћају се као официри, исповедајући своју љубав. Алфонсо испушта брачни уговор пред официре, а када га прочитају, разбесне се. Затим одлазе и враћају се неколико тренутака касније, пола прерушени у Албанце, пола као официри. Откривено је да је Деспина нотар, а сестре схватају да су преварене. Све је на крају опроштено, јер цела група хвали способност прихватања неизбежних добрих и лоших тренутака у животу.